# Scindapsus altissimus
Scindapsus altissimus — вид квіткових рослин із родини кліщинцевих (Araceae), роду Scindapsus. Це ліана, рідним ареалом якої є Папуа Нова Гвінея, Квінсленд, Соломонові острови.

## Опис
Діаметр стебла лози зареєстрований до 3 см. Листові пластини від вузькояйцеподібних до довгастих, приблизно 30–60 × 19–30 см, краї дещо потовщені та жилкуваті. Листкові ніжки 28–42 см завдовжки, крилаті (на молодих листках) і жолобчасті на верхній поверхні. Бічні жилки дуже численні і щільно розташовані. Обгортка початка майже жовта, перш ніж осипатися, довжиною ≈ 30 см. Початок ≈ 25 см. Окремі плоди приблизно 9–10 × 3–5 мм, +/- шестигранні на верхівці.

## Екологія
Росте в добре розвинених низинних дощових лісах і галерейних лісах.